# Горбань, Фёдор Иванович
Фёдор Иванович Горбань (1883, Головково, Чигиринский уезд, Киевская губерния, Российская империя — 1918, Новосибирск) — революционер, большевик, председатель Ново-Николаевской ЧК, борец за установление Советской власти в Сибири.

## Биография
Родился в 1883 году в селе Головково Чигиринского уезда Киевской губернии в бедной крестьянской семье. С десяти лет воспитывался в семье своего дяди, зажиточного крестьянина. Поступив на учёбу в сельскохозяйственное училище, организовал кружок среди учащихся, занимавшийся революционной агитацией среди крестьян. Подобный кружок создал среди крестьянской молодёжи села Головково. Осенью 1901 года был впервые арестован и провёл 4 месяца в заключении.
После освобождения выехал в Одессу, где поступил работать на металлический завод Бремера. За попытку организации забастовки против тяжёлых условий труда на данном заводе, был вновь арестован, пробыл в заключении 10 месяцев. После освобождения устроился матросом на пароход, что позволило ему участвовать в переправке из-за границы нелегальной революционной литературы.
В 1905 году был вновь арестован, сильно избит и вывезен в Могилёв, где провёл несколько месяцев в тюремной больнице. После освобождения как «политически неблагонадёжный» не смог найти постоянную работу в Одессе и переехал в Харьков, где был арестован и выслан на 4 года в Архангельскую область. Оттуда бежал в Одессу, где поступил работать слесарем на бисквитную фабрику Юлиса. Вскоре был вновь арестован на 9 месяцев. После выхода из тюрьмы женился, в конце 1911 года вместе с супругой выслан в административную ссылку сроком на 5 лет в Нарымский край.
В ссылке сблизился с большевиками, в 1912 году вступил в РСДРП. Занимался самообразованием. Работал кузнецом, кровельщиком (в частности, в одиночку покрыл металлом крышу строившейся в это время в Нарыме школы). В 1915 году был переведён в Парабель.
После освобождения поселился в Томске, затем — в Ново-Николаевске (ныне — Новосибирск), где устроился работать слесарем на макаронную фабрику.
После Февральской революции встал во главе созданного по инициативе большевиков городского Центрального бюро профсоюзов, объединившего отраслевые профсоюзы.
После установления в Ново-Николаевске Советской власти 14 декабря 1917 года был избран в состав исполкома городского Совета рабочих и солдатских депутатов, заведующим отделом труда Совета. Затем назначен председателем Ново-Николаевского городского комитета по борьбе с контрреволюцией и саботажем. Участвовал в национализации предприятий.
Вечером 26 мая 1918 года был арестован на заседании актива большевиков в Доме Революции восставшими чехословаками, а в ночь на 4 июня вместе с А. И. Петуховым, Ф. П. Серебренниковым, Д. М. Полковниковым и Ф. С. Шмурыгиным расстрелян.

## Память
- Похоронен в Сквере Героев Революции в Новосибирске[2].
- Именем Горбаня названа улица в центре Кировского района Новосибирска (бывшая 2-я Бетонная)[3].